# Ferdinand Neuling
Ferdinand Neuling (ur. 22 sierpnia 1885 w Budziszynie, zm. 20 lutego 1960 w Hildesheim) – niemiecki generał, którego dywizja zajmowała we wrześniu 1939 r. Katowice i polską część Górnośląskiego Okręgu Przemysłowego.

## Służba przed II wojną światową
Do służby w kajzerowskim wojsku wstąpił w 1905. Został wówczas chorążym w 139. Pułku Piechoty. Rok później awansowano go do stopnia porucznika. Nie są znany informacje odnośnie przebiegu jego służby podczas I wojny światowej. Wiadomo jedynie, że odznaczono go krzyżami żelaznymi pierwszej i drugiej klasy, oraz Krzyżem Rycerskim Królewskiego Saskiego Zakonu św. Henryka oraz Zakonu Albrechta.
W 1929 został awansowany do stopnia majora, w 1933 do stopnia pułkownika. W tym samym roku objął dowództwo 23 Pułku Piechoty. 1 stycznia 1939 został mianowany generałem majorem, w marcu obejmuje dowództwo Landwehry w Opolu. W przededniu wojny na jej bazie została sformowana 239 Dywizja Piechoty Wehrmachtu (239. Infanterie Division), a Neuling został jej dowódcą. Dywizja, jako jednostka 3 rzutu nie przedstawiała wielkiej wartości bojowej. W jej skład wchodzili Ślązacy, Niemcy górnośląscy, mieszkańcy zachodniego (wtedy niemieckiego) Górnego Śląska.

## Działania bojowe na Górnym Śląsku we wrześniu 1939
Neulingowi i jego 239 Dywizji Piechoty przydzielono w pierwszych dniach wojny funkcję obrony niemieckiej części Górnego Śląska przed ewentualną polską kontrofensywą. Jego żołnierze pierwsze dni wojny spędzili w lesie łabędzkim pod Gliwicami.
2 września po południu po przemarszu ulicami Gliwic przekraczają granicę polsko-niemiecką w Gierałtowicach i maszerują w kierunku Ornontowic. Po drodze doszło do pierwszych potyczek z polskimi oddziałami samoobrony, złożonymi głównie z weteranów powstań śląskich. 
3 września, po tym jak jednostki polskiej Armii Kraków zostały po przegranej bitwie w rejonie wsi Wyry zmuszone do wycofania się, Neuling i jego żołnierze wkroczyli do Mikołowa. 4 września rano dywizja wraz z pułkami Grenzschutzu wkroczyła do Katowic. Żołnierze Neulinga weszli do miasta od południa, przez Piotrowice, Ochojec, Brynów. Polscy obrońcy usiłowali stawić opór Niemcom opór, m.in. z wieży spadochronowej, jednak został on szybko przełamany. Po południu przejeżdżające przez Katowice jednostki dywizyjnej artylerii zostały ostrzelane z dachów, ale ostrzał nie wyrządził większych strat. Tego samego dnia żołnierze Neulinga wkroczyli do Chorzowa, który od kilku dni usiłowały zdobyć niemieckie bojówki oraz do pozostałych miast okręgu przemysłowego.
Współdziałający z Neulingiem Pułk SS „Germania” zajął Mysłowice, Sosnowiec i Dąbrowę Górniczą, dopuszczając się pierwszych aktów terroru na mieszkających tam Żydach. Później żołnierze Neulinga przy udziale miejscowych Niemców podpalili katowicką synagogę.
Z Katowic Neuling ruszył do Małopolski, następnie jego dywizja przez kilka miesięcy zabezpieczała nową granicę z ZSRR, która po kampanii wrześniowej wytyczono na Bugu.

## Działalność po 1939 r.
Dywizja Neulinga w 1940 r. została przeniesiona w rejon Freiburga, gdzie zabezpieczała granicę z Francją. Miesiąc po inwazji na Francję dywizja sforsowała linię Maginota i zajęła Colmar oraz Strasburg. Następnie dywizja wróciła na Górny Śląsk do Koźla, gdzie pełniła funkcję dywizji szkolnej. Potem została przeniesiona do Rumunii, skąd ruszyła na podbój ZSRR. Do rozwiązania w 1942 dywizja brała udział w walkach na froncie wschodnim.
Sam Neuling w latach 1941–1942 pozostawał w rezerwie. Jesienią 1942 został jednak dowódcą 62 Korpusu stacjonującego we Francji. Awansowano go równocześnie do stopnia generała porucznika, został też odznaczony Krzyżem Rycerskim. Po alianckim lądowaniu w południowej Francji i rozbiciu korpusu przez Amerykanów 18 sierpnia 1944 dostał się do niewoli, którą spędził w obozie jenieckim w Clinton w stanie Missisipi. Wyszedł na wolność po 3 latach, wraca do Zachodnich Niemiec i osiedlił się w Hildesheim, gdzie zmarł w 1960. Nigdy nie postawiono mu zarzutów o zbrodnie, które popełniono na Polakach we wrześniu 1939 na Górnym Śląsku.